# Санджак Видин
Санджак Видин или Видинский санджак (болг. Видински санджак, серб. Видински санџак, тур. Sancağı Vidin) — санджак в Османской империи, с административным центром в городе Видин. Он был основан после битвы при Никополе в 1396 году из территорий Видинского царства и в середине XV века аннексировал некоторые территории, принадлежавшие Сербской деспотовине до того, как его захватили турки-османы.

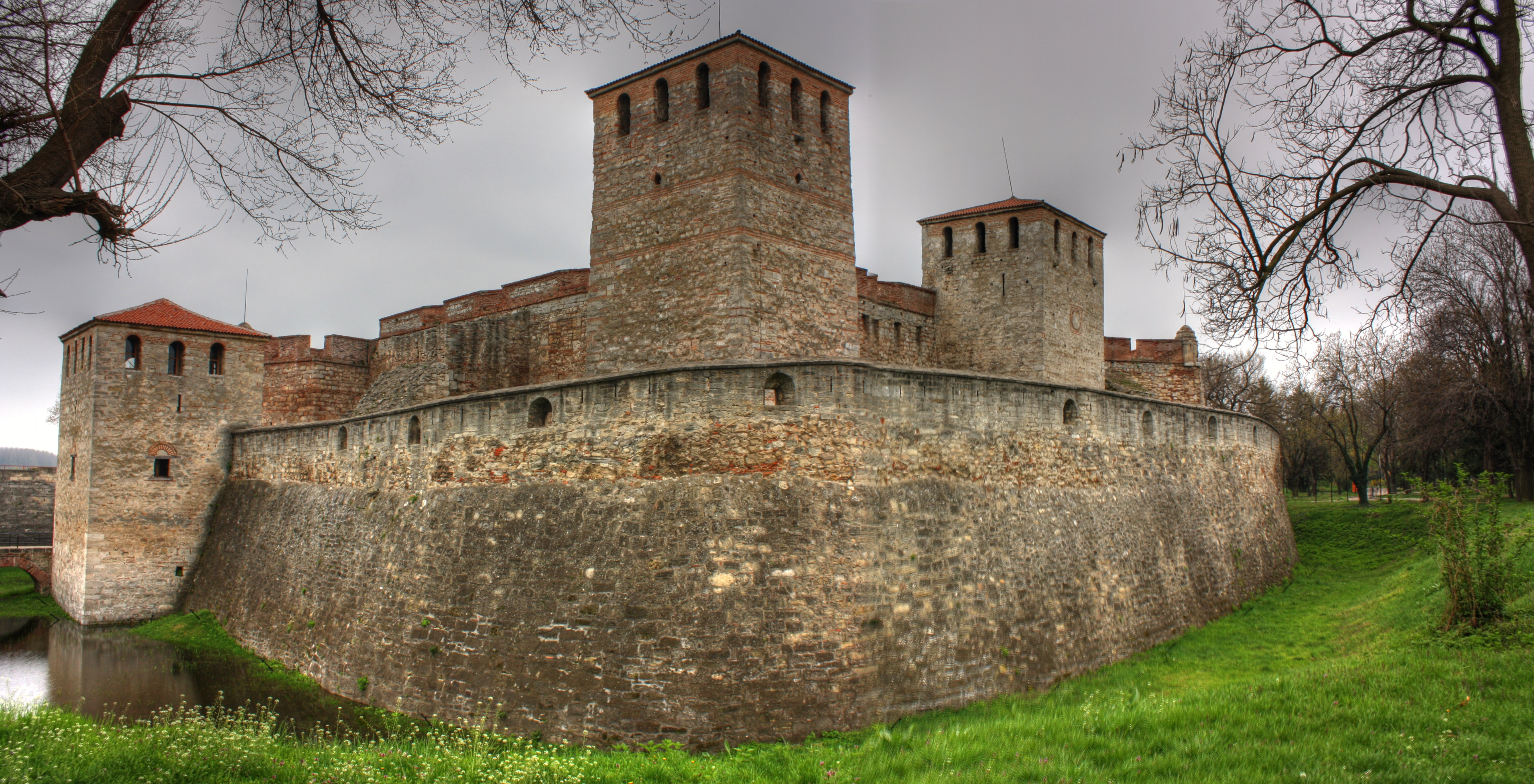
Крепость Баба Вида в Видине

## Предыстория

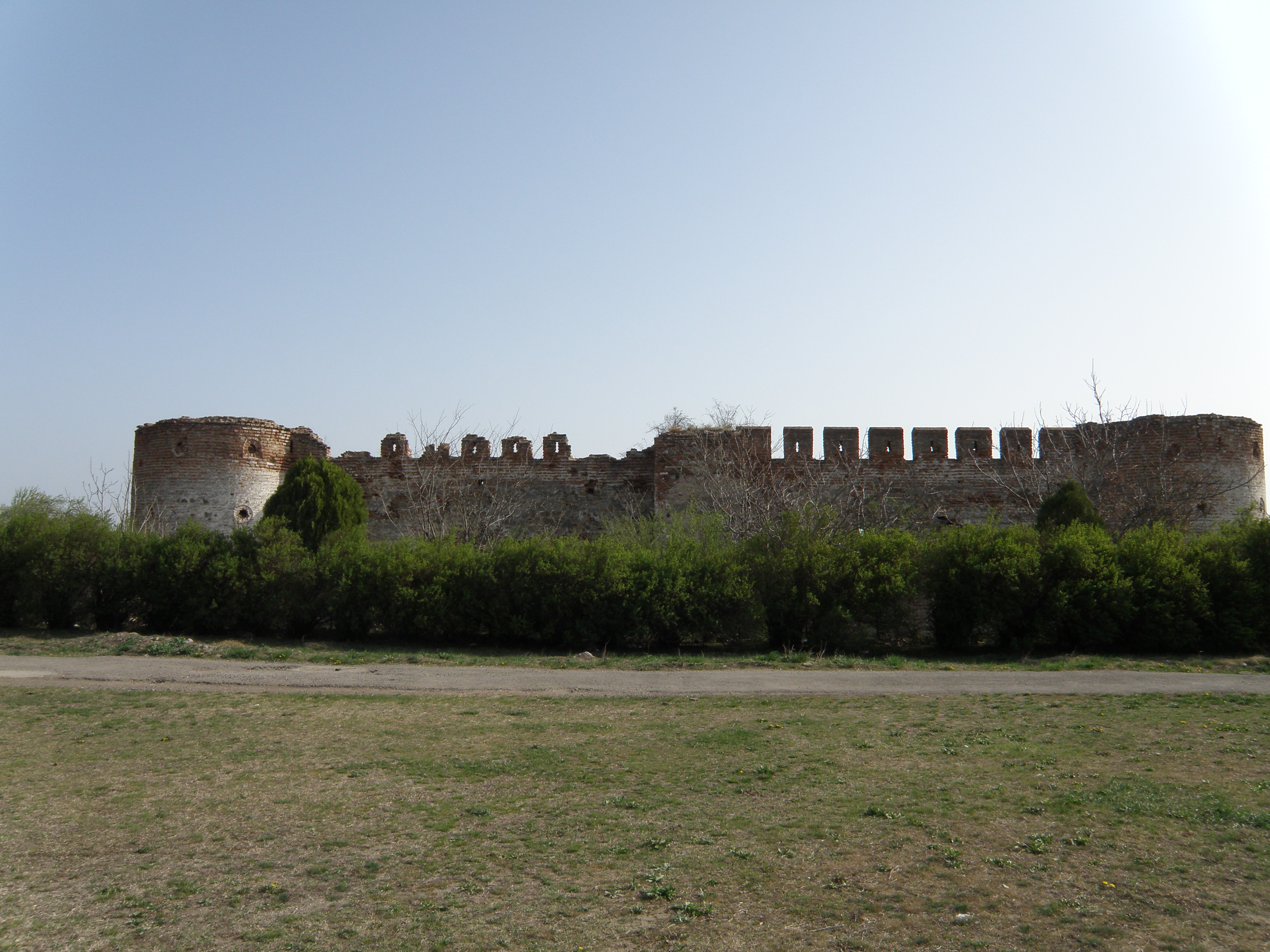
Фетислам, османская крепость близ Кладово

После крупного прорыва на Балканы в конце XIV века турки-османы хорошо понимали стратегическое значение Дуная и решили захватить все важные крепости на его берегах. Видинское царство, находившееся под контролем Ивана Срацимира, в 1393 году стало османским вассальным государством, и в Видине был размещен сильный османский гарнизон. Перед битвой при Никополе в 1396 году Срацимир сдал османский гарнизон крестоносцам, которые вскоре потерпели поражение, в то время как Срацимир был захвачен турками-османами и убит в 1397 году.
По данным османских налоговых регистров в 1454—1455 годах территории санджак включены следующие нахии: Баня (Сокобаня), Белград (Белоградчик), Велешница, Видин, Гелвие (Главие), Исвлиг (Сврлиге), Кладобо (Кладово), Кривина, Тимок, Черна река/Црна река и следующие крепостей Видин, Баня (Сокобаня), Белград (Белоградчик), Исврлиг (Сврлиге) и Флорентин. Некоторые ученые считают, что области Неготин, Ключ и частично Черна река/Црна река принадлежали до османского завоевания Сербской деспотовине и были включены в санджак Видина после 1455 года, потому что первая перепись санджака Видина не упоминает о них. Предполагается (историк Боянич-Лукач и другие историки, подтверждающие ее мнение), что после окончательного османского завоевания необходимо было заселить эту обезлюдевшую территорию до ее включения в тимарную систему санджака Видина. До тех пор это была отдельная административная единица, одна из многих османских пограничных земель.

## История
Некоторые люди с соседней румынской территории начали мигрировать в санджак Видин, особенно после Долгой войны (1591—1606) и голодного кризиса, который разразился после войны.
В 1807 году, во время Первого Сербского восстания, сербские повстанцы напали на часть Видинского санджака, который в то время все еще находился под контролем османского ренегата Османа Пазвантоглу. Целью повстанцев было установить связь с русскими войсками в Валахии под командованием генерала Игнатьева. После поражения Первого сербского восстания часть территории вокруг Сокобани и Сврлига, отвоеванная у повстанцев, была аннексирована Видинским санджаком.
Видинский санджак был одним из шести османских санджаков с наиболее развитым кораблестроением (наряду с санджаками Смедерево, Никополь, Пожега, Зворник и Мохач).

## Администрация
В 1396 году Видин был окончательно и навсегда захвачен турками-османами, которые улучшили его крепость Баба Вида и построили вокруг нее длинные стены.
В 1455 году турки-османы впервые зарегистрировали все населенные пункты санджака. Четыре дефтера были сделаны в санджаке Видина в 1483—1586 годах. В 1460 году, после его успеха в битве близ Базиаша (и взятия в плен Михая Силадьи) султан Мехмед Завоеватель вознаградил Али-бея Михалоглу, назначив его санджакбеем Видина . В марте 1834 года Хусейн-паша был назначен санджакбеем санджака Никополь и санджака Видин.
После 1541 года Видинский санджак стал частью Будинского эялета. С 1846 по 1864 год санджак принадлежал Видинскому эялету, а с 1864 по 1878 год входил в состав Дунайского вилайета.